# مولين (كورنوال)
مولين (بالإنجليزية: Mullion, Cornwall)‏ هي قرية وأبرشية مدنية تقع في المملكة المتحدة في إنجلترا. يقدر عدد سكانها بـ 2,114 نسمة .

## أعلام
- مارتن روبرتس
- أندرو جورج